# 페토페토 씨
페토페토씨(페토페토상, 일본어: ぺとぺとさん)는 큰 인기를 끌고 있는 키무라 코우의 라이트 노벨을 원작으로 하는 애니메이션이다. 13화가 완결이다.